# 高平万寿宫
高平万寿宫，位于山西省晋城市高平市原村乡上董峰村，2004年6月10日公布为山西省文物保护单位，2013年3月5日公布为第七批全国重点文物保护单位。